# Гром Галина Львівна
Галина Львівна Гром (нар. 19 грудня 1964, м. Дрогобич   Львівської області — українська мисткиня, майстриня ткацтва. Член НСМНМУ з 1995 р.

## Біографія
Народилася 19 грудня 1964 р. м. Дрогобич Львівської області.
У 1987 р. закінчила Львівський сільськогосподарський інститут. Основам ткацького ремесла навчалась у львівської художниці Надії Горак. Працювала викладачкою кафедри декоративно-ужиткового мистецтва та основ дизайну Дрогобицького педагогічного університету ім. І. Франка.
Постійна учасниця виставок, які організовує НСМНМУ.
Проживає у с. Нагуєвичі Дрогобицького району Львівської області.